# 至元 (元顺帝)
至元（1335年十一月二十三日—1340年）是元顺帝的第二個年号。元朝使用至元这个年号一共有6年。
元世祖忽必烈已經使用過至元年號，為了區分，元顺帝的至元年號在元末碑刻、文集中常稱作後至元、至元再元、仍紀之至元、重紀之至元，同時稱元世祖的至元為前至元。

## 改元
- 元統三年——十一月二十三日，有詔改元至元。[2][3]
- 至元七年——一月一日，有詔改元至正。[4][5]

## 西曆紀年對照表
| 至元 | 元年   | 二年   | 三年   | 四年   | 五年   | 六年   |
| ---- | ------ | ------ | ------ | ------ | ------ | ------ |
| 公元 | 1335年 | 1336年 | 1337年 | 1338年 | 1339年 | 1340年 |
| 干支 | 乙亥   | 丙子   | 丁丑   | 戊寅   | 己卯   | 庚辰   |

## 深入閱讀
- 李崇智. . 北京: 中華書局. 2004年12月. ISBN 7101025129.
- 鄧洪波. . 臺北: 國立臺灣大學東亞經典與文化研究計劃. 2005年3月  [2021-11-06]. ISBN 9789860005189. （原始内容 (pdf)存档于2007-08-25）.

## 參看
- 中国年号索引
- 其他政权使用的至元年号
- 同期存在的其他政权年号
  - 建武（1334年－1338年）：日本—后醍醐天皇与光明天皇之年号
  - 延元（1336年－1340年）：日本南朝—后醍醐天皇与后村上天皇之年号
  - 兴国（1340年－1347年）：日本南朝—后村上天皇之年号
  - 历应（1338年－1342年）：日本北朝—光明天皇之年号
  - 赤符（1337年正月—七月）：元朝时期—朱光卿之年号
  - 開祐（1329年—1341年）：越南陳朝—陳憲宗陳旺之年號

| 前一年號： 元统 | 元朝年号 | 下一年號： 至正 |